# Kamienica Tencerowska w Krakowie
Kamienica Tencerowska (znana także jako kamienica Dąbskiego) – zabytkowa kamienica znajdująca się w Krakowie, w dzielnicy I Stare Miasto przy ulicy św. Jana 14, na Starym Mieście.

## Historia
Kamienica została wzniesiona w XIV wieku jako jednopiętrowa, jednotraktowa, z dwoma pomieszczeniami krytymi stropami w piwnicy i na parterze. W XV wieku została rozbudowana o niepodpiwniczony trakt tylny, wzniesiono też oficynę, połączoną gankiem przy północnym murze granicznym. W 1542 budynek należał do kramarki Jędraszkowej, w 1578 do Dąbrowskiego, a w 1601 do Oktawiana Rivendalo. W XVII wieku nadbudowano drugie piętro o ścianach obwodowych murowanych i pozostałych drewnianych. W latach 1607–1635 kamienica była własnością Borków, następnie Jana Szydłowskiego, a w latach 1654–1676 kasztelana konarskiego łęczyckiego Jacentego Dąbskiego. W 1693 wzniesiono na podworcu drewnianą stajnię i kuchnię. Na przełomie XVII i XVIII wieku kamienica należała do Jakuba Tencera. W połowie XVIII wieku wybudowano ściany działowe i stropy drugiego piętra oraz wzniesiono nową piętrową oficynę (1753). W II połowie XVIII wieku była własnością rodzin Bayerów i Tomaszkiewiczów. W 1800 należała do Müllerów, a w 1813 do Raczyńskich. W 1824 została zakupiona przez Leszczyńskich i wyremontowana, m.in. przekształcono fasadę, zwężono większość otworów okiennych, przebudowano klatkę schodową oraz wyremontowano i nadbudowano o drugie piętro oficynę. W 1857 zmieniono okna parteru fasady. W 1876 wzniesiono kryte ganki przy południowym murze granicznym podworca według projektu Jacka Matusińskiego. W latach 1876–1893 kamienica należała do Gebhardtów. W 1909 została nabyta przez Krakowskie Towarzystwo Zaliczkowe Urzędników i gruntownie przebudowana z zatarciem cech stylowych oraz zmianą układu pomieszczeń parteru i kształtu dachu. W latach 60. XX wieku wyburzono oficynę. W 1969 zaadaptowano pierwsze piętro na przychodnię lekarską. W 1980 kamienica przeszła gruntowny remont. W 1986 przeprowadzono konserwację kamieniarki fasady. W latach 1989–2000 przeprowadzano gruntowne renowacje wnętrz: w 1989 traktu frontowego drugiego piętra, w 1992 pierwszego piętra, a w 1999 i 2000 parteru. W 2011 wykonano remont konserwatorski fasady.
9 czerwca 1931 kamienica została wpisana do rejestru zabytków. Znajduje się także w gminnej ewidencji zabytków.

## Architektura
Kamienica jest dwupiętrowa, w piwnicach dwutraktowa, a wyżej trójtraktowa. Nakryta jest dwuspadowym dachem w układzie kalenicowym, o pokryciu z blachy, ze świetlikiem.
Fasada kamienicy ma klasycystyczny wystrój z pozostałościami starszej dekoracji. Jest ona dwupiętrowa, trójosiowa, tynkowana, w partii parteru wsparta szkarpami z kamiennych ciosów. Kondygnacje oddzielone są od siebie wąskimi gzymsami kordonowymi. W osi południowej parteru znajduje się kamienny, barokowy, boniowany portal z gzymsami impostowymi, zwieńczony półkolistą archiwoltą, z kluczem zwieńczonym kulą ze stożkiem. W licu klucza umieszczony jest kartusz z wolut ozdobionych motywem chrząstek, w którego tarczy znajduje się data: „1663” i inicjały: „HDCB”. W osi środkowej parteru mieści się drewniana, dwuskrzydłowa brama obecnego wejścia, z zamkniętym półkoliście nadświetlem, ozdobiona płycinami z motywem kolistych tarczek. W osi północnej parteru znajduje się prostokątna witryna. Okna pięter są prostokątne, ozdobione profilowanymi obramieniami z tynku. Okna pierwszego piętra ozdobiono dodatkowo gzymsami parapetowymi i frontonami: trójkątnymi w osiach bocznych i odcinkowym w osi środkowej, na wspornikach z motywami łezek. Okna drugiego piętra zwieńczone są prostokątnymi płycinami z gzymsem. Okna strychowe mają kształt leżących prostokątów i ujęte są profilowanymi opaskami. Fasadę wieńczy szeroki gzyms koronujący. Elewacja tylna jest dwupiętrowa, trójosiowa, tynkowana. W osi południowej parteru zachowało się obramienie dawnego portalu przechodu, a w osi północnej pierwszego piętra węgar XV-wiecznego portalu prowadzącego na niezachowane ganki komunikacyjne.
Budynek ma piwnice pod traktem frontowym i środkowym. Składają się one z dwóch komór o rodowodzie XIV-wiecznym oraz wtórnie wydzielonego drugiego traktu. Wszystkie komory sklepione są kolebkowo. Na parterze pierwotny układ, typowy dla kamienicy krakowskiej, został zakłócony licznymi, wtórnymi podziałami. Od południa, w miejscu dawnej sieni ze sklepieniem kolebkowym z lunetami z XVIII wieku, znajdują się dwa pomieszczenia: sklep z wejściem przez portal oraz obecna sień dostępna przez wtórnie przebite wejście. Od północy mieści się izba dawnego sklepu ze sklepieniem kolebkowym z XV wieku. W części południowej traktu środkowego znajduje się klatka schodowa z betonowymi schodami zabiegowymi, od drugiego piętra dwubiegowymi, z metalową balustradą i drewnianą poręczą. W trakcie tylnym od południa mieści się przechód ze sklepieniem kolebkowym z XV wieku, podzielony wtórnie na trzy pomieszczenia, a od północy dawna izba tylna, podzielona wtórnie na korytarz prowadzący na dziedziniec i salę, nakryte stropem drewnianym z profilowanymi belkami. Piętra mają układ pomieszczeń zbliżony do parteru – dwa pomieszczenia w trakcie frontowym i tylnym z wtórnymi podziałami, oddzielone klatką schodową. Na pierwszym piętrze w trakcie frontowym znajdują się dwa pomieszczenia, z których południowe nakryte jest drewnianym stropem o sfazowanych belkach, z powałą z ukośnie kładzionych desek oraz z podciągiem. W ścianie zachodniej klatki schodowej zachował się kamienny, prostokątny, boniowany portal z gzymsem z XVIII wieku. W północnej części traktu środkowego, obok klatki schodowej, znajduje się pomieszczenie oddzielone przeszkloną ścianą, nakryte sklepieniem krzyżowym z XVII wieku. W trakcie tylnym pomieszczenie południowe nakryte jest sklepieniem kolebkowym z lunetami, a pomieszczenie północne gładkim sufitem z belką podciągu dawnego stropu drewnianego. Na drugim piętrze, w trakcie frontowym, zachowały się XIX-wieczne parkiety taflowe z ozdobnym wzorem z listewek i kółeczek. W trakcie tylnym, w pomieszczeniu północnym, znajduje się strop belkowy o sfazowanych belkach, wtórnie zakryty sufitem oraz piec kaflowy z początku XX wieku.